# Windy Cantika Aisah
Windy Cantika Aisah (* 11. Juni 2002 in Bandung) ist eine indonesische Gewichtheberin.

## Karriere
Windy Cantika Aisah wurde 2021 und 2022 in der Klasse bis 49 kg Juniorenweltmeisterin. Im Seniorinnenbereich konnte sie 2019 bei den Südostasienspielen in der gleichen Klasse die Goldmedaille gewinnen. Im Jahr 2021 nahm sie an den Olympischen Sommerspielen 2020, die aufgrund der COVID-19-Pandemie um ein Jahr verschoben werden mussten, teil. In der Klasse bis 73 kg gewann Aisah die Bronzemedaille. In der Folgezeit nahm Aisah an Welt- und Asienmeisterschaften sowie an den Asienspielen 2022 teil, konnte jedoch keine weitere Medaillen gewinnen.